# Аллувамна
Аллувамна (д/н — 1490-ті до н. е.) — великий цар (руба'ум рабі'ум) хеттів, засновник Середньохеттського царства.

## Життєпис
Походження невідомо. Можливо, був якимось родичем царя Хуцції I. Підозрювався в участі в змові Санку, внаслідок чого загинув син царя Телепіну. Ймовірно, на цей час був одружений з донькою останнього — Харапсілі (Харапшекі). Разом з дружиною засланий до Маліташкур.
Близько 1500 року до н. е. після смерті або повалення Телепіну новим великим царем стає Тахурваілі. Проте після боротьби з ним Аллувамна захопив трон. За іншою версією Тахурваілі правив після Аллувамни. 
З цього часу ведеться відлік так званого Середнього царства. Вважається, що панував нетривалий час. Продовжував політику попередника щодо збереження миру з царством Кіззуватна, уклавши з царем останнього Паддатіссу, відповідно до якого кордон між цими державами пролягав кілікійським передгір'ям тавру, хетти визнали Аданію територією Кіззуватни, натомість зберегли контроль над гірськими проходами.
Можливо, помер або загинув під час війни з Мітанні. Новим володарем хеттів став його син Хантілі II.